# Cecil Mallaby Firth
Cecil Mallaby Firth (1878 - 1931) fou un egiptòleg britànic.
Firth va treballar a Núbia de 1907 a 1911, i després va començar a explorar el complex de la Piràmide esglaonada de Djoser a Saqqara, on, el 1924, va descobrir el serdab de faraó, que ara es troba al Museu del Caire.
Firth després va treballar en col·laboració amb James E. Quibell i, posteriorment, amb Jean-Philippe Lauer a la seva arribada en el lloc en 1926.
Va ser nomenat inspector de la zona de Saqqara en 1927 pel Servei d'Antiguitats.
En 1928 i 1929, Firth inicià l'excavació del complex funerari d'Userkaf, el primer rei de la cinquena dinastia, així com la d'una petita piràmide situada just al sud, atribuïda a la seva dona, la reina Neferhetepès. També va treballar en el desenvolupament de la necròpolis de la Piràmide de Teti.
Firth va morir el 1931 a Anglaterra, quan es preparava l'estudi de les tombes arcaiques a Saqqara. Només una petita part de les seves notes i informes han estat publicats.

## Obres
- Amb Battiscombe G. Gunn: Excavations at Saqqara, Teti pyramid cemeteries, Vol. 1: text. Institut Français d'Archéologique oriental, El Caire 1926.
- The Archaeological Survey of Nubia. Report for 1910–1911 (= The Archaeological Survey of Nubia 4). Government Press, El Caire 1927.
- Amb James Edward Quibell: The step pyramid, I i II, Excavations at Saqqara. Institut Français d'Archéologie Orientale, El Caire 1935–1936.